# Hesleyhurst
Hesleyhurst – civil parish w Anglii, w hrabstwie Northumberland. W 2001 civil parish liczyła 30 mieszkańców. W obszar civil parish wchodzi także Row.